# Saison 2015 de l'équipe cycliste Liv-Plantur
La saison 2015 de l'équipe cycliste Liv-Plantur est la cinquième de la formation. Kirsten Wild quitte l'équipe.

## Préparation de la saison

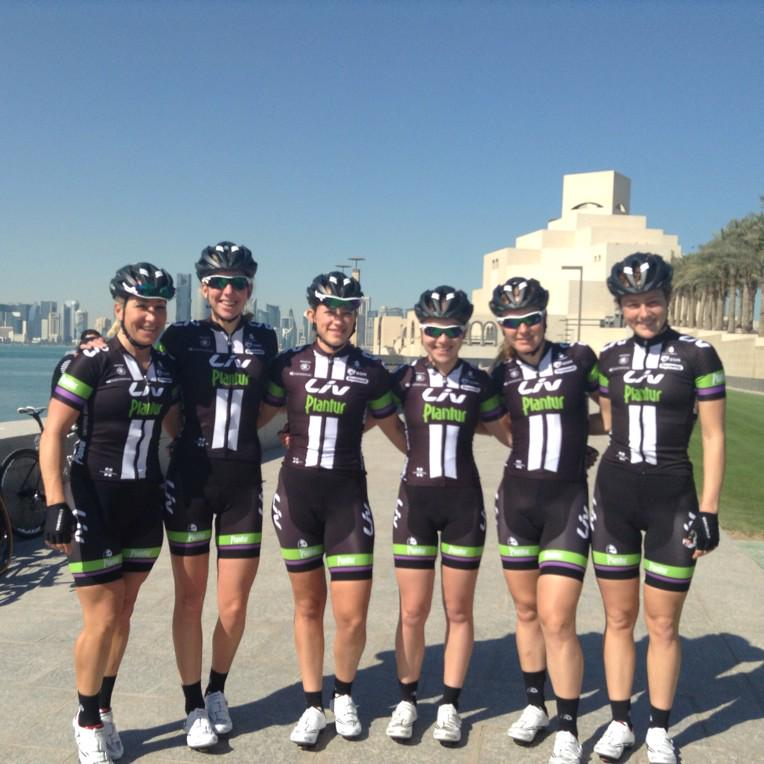
Lors du Tour du Qatar. De gauche à droite : Sara Mustonen, Willeke Knol, ?, Lucy Garner, Amy Pieters, Floortje Mackaij

### Partenaires et matériel de l'équipe
La marque Liv propriété du groupe Giant est le partenaire principal de l'équipe. La marque de shampoing Alpecin, sous sa marque Plantur, est le partenaire secondaire.

### Arrivées et départs
L'effectif est quasiment stable. La sprinteuse et leader de l'équipe Kirsten Wild rejoint l'équipe Hitec afin de pouvoir préparer au mieux les Jeux olympiques de Rio, où elle souhaite se concentrer sur la piste.
| Arrivées          | Équipe 2014    |
| ----------------- | -------------- |
| Sabrina Stultiens | Rabo Liv Women |

| Départs         | Équipe 2015          |
| --------------- | -------------------- |
| Marijn de Vries | Parkhotel Valkenburg |
| Kirsten Wild    | Hitec                |

## Effectif et encadrement

### Effectif
| Effectif 2015                    | Effectif 2015     | Effectif 2015 | Effectif 2015           |
| Cycliste                         | Date de naissance | Pays          | Équipe précédente       |
| -------------------------------- | ----------------- | ------------- | ----------------------- |
| Lucy van der Haar                | 20 septembre 1994 | Royaume-Uni   |                         |
| Willeke Knol                     | 10 avril 1991     | Pays-Bas      |                         |
| Claudia Lichtenberg              | 17 novembre 1985  | Allemagne     | Tibco-To the Top (2013) |
| Floortje Mackaij                 | 18 octobre 1995   | Pays-Bas      |                         |
| Sara Mustonen                    | 8 février 1981    | Suède         | Faren-Kuota (2013)      |
| Amy Pieters                      | 1 juin 1991       | Pays-Bas      | Merida (2010)           |
| Maaike Polspoel (1 janv.–12 mai) | 28 mars 1989      | Belgique      | Sengers (2013)          |
| Kyara Stijns                     | 9 octobre 1995    | Pays-Bas      |                         |
| Julia Soek                       | 12 décembre 1990  | Pays-Bas      | Sengers (2013)          |
| Sabrina Stultiens                | 8 juillet 1993    | Pays-Bas      | Rabo Liv Women (2014)   |
|                                  |                   |               |                         |
| Source : ProCyclingStats         |                   |               |                         |

### Encadrement
Hans Timmermans est directeur sportif. Marloes Poelman est le représentant de l'équipe auprès de l'UCI. Dirk Reuling est directeur sportif adjoint.

## Déroulement de la saison

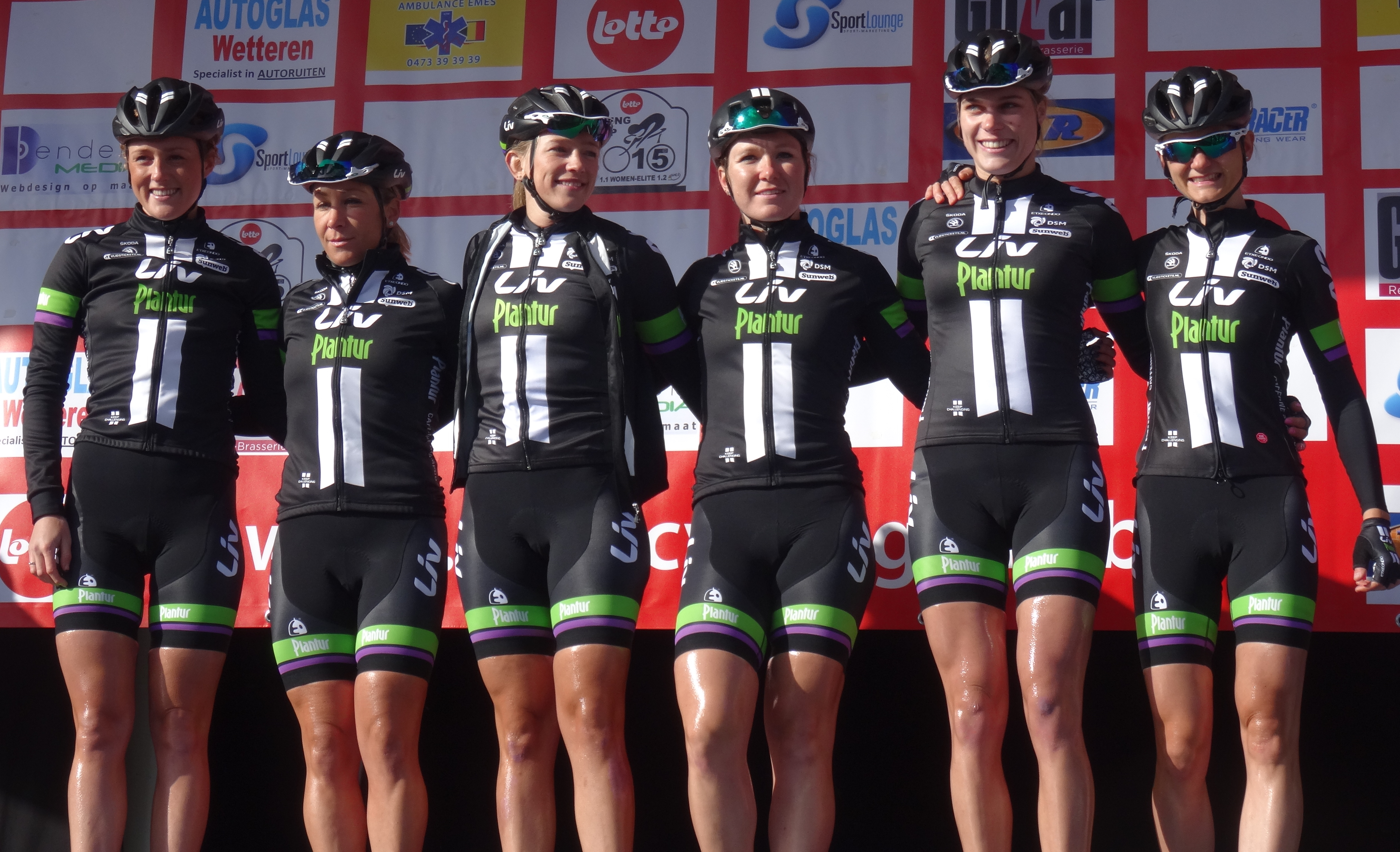
Lors du Samyn des Dames. De gauche à droite : Floortje Mackaij, Sara Mustonen, Julia Soek, Amy Pieters, Kyara Stijns et Claudia Lichtenberg

Sur la Route de France, le prologue relativement peu technique est remporté par Amy Pieters. La première étape se termine au sprint. La photo finish doit départager Lucy Garner et Annette Edmondson. C'est finalement la première qui se voit adjuger la victoire. 
Sur la troisième étape, l'équipe Liv-Plantur perd Lucy Garner et joue la carte Amy Pieters qui se classe deuxième. Le lendemain, cette dernière perd son maillot de leader du classement général au profit d'Elisa Longo Borghini. Claudia Lichtenberg termine dans le groupe de tête. Lors de l'étape reine qui se conclut à La Planche des Belles Filles, elle finit troisième et occupe la même position au classement général. Amy Pieters est troisième du sprint de la dernière étape. Claudia Lichtenberg monte sur la troisième marche du podium de l'épreuve.
Sur la Course en ligne de l'Open de Suède Vårgårda, Amy Pieters est sixième du sprint massif qui conclut l'épreuve.
Au Grand Prix de Plouay, dans le dernier tour, Evelyn Stevens s'échappe avec Claudia Lichtenberg et Elena Cecchini. Leur avance culmine à trente secondes. Elles se fond rejoindre au pied de la dernière ascension de Ty Marrec. Claudia Lichtenberg est finalement classée cinquième dans le sprint du groupe de tête.
En septembre, Floortje Mackaij gagne en solitaire la troisième étape du Tour de Belgique.

### Victoires

#### Sur route
| Date         | Course                                                              | Pays       | Classe | Vainqueur        |
| ------------ | ------------------------------------------------------------------- | ---------- | ------ | ---------------- |
| 30 mars      | Gand-Wevelgem                                                       | Belgique   | 1.2    | Floortje Mackaij |
| 3 mai        | 3e étape du Festival luxembourgeois du cyclisme féminin Elsy Jacobs | Luxembourg | 2.1    | Floortje Mackaij |
| 9 août       | Prologue de la Route de France                                      | France     | 2.1    | Amy Pieters      |
| 10 août      | 1re étape de la Route de France                                     | France     | 2.1    | Lucy Garner      |
| 10 septembre | 3e étape du Tour de Belgique                                        | Belgique   | 2.2    | Floortje Mackaij |

### Résultats sur les courses majeures

#### Coupe du monde
| Date     | #  | Course                                   | Meilleure classée   | Classement |
| -------- | -- | ---------------------------------------- | ------------------- | ---------- |
| 14 mars  | 1  | Tour de Drenthe                          | Amy Pieters         | 2e         |
| 29 mars  | 2  | Trofeo Alfredo Binda-Comune di Cittiglio | -                   | -          |
| 5 avril  | 3  | Tour des Flandres                        | Sabrina Stultiens   | 18e        |
| 22 avril | 4  | Flèche wallonne                          | Sabrina Stultiens   | 14e        |
| 17 mai   | 5  | Tour de l'île de Chongming               | -                   | -          |
| 7 juin   | 6  | Philadelphia Cycling Classic             | -                   | -          |
| 2 août   | 7  | Tour de Bochum                           | Amy Pieters         | 33e        |
| 21 août  | 8  | Open de Suède Vårgårda TTT               | Liv-Plantur         | 6e         |
| 23 août  | 9  | Open de Suède Vårgårda                   | Amy Pieters         | 6e         |
| 29 août  | 10 | GP de Plouay-Bretagne                    | Claudia Lichtenberg | 5e         |

La formation est septième du classement par équipes. Au classement individuel, Amy Pieters est quatorzième.

#### Grand tour
| Grand tour            | Tour d'Italie             |
| --------------------- | ------------------------- |
| Coureuse (classement) | Claudia Lichtenberg (12e) |
| Accessits             | Pas de victoire d'étape   |

## Classement mondial
| Rang | Coureuse            | Points |
| ---- | ------------------- | ------ |
| 14   | Amy Pieters         | 506,5  |
| 44   | Floortje Mackaij    | 190,5  |
| 51   | Sabrina Stultiens   | 161    |
| 52   | Claudia Lichtenberg | 152,5  |
| 58   | Lucy Garner         | 142    |
| 90   | Sara Mustonen       | 91,5   |
| 268  | Molly Weaver        | 13     |
| 273  | Julia Soek          | 12,5   |
| 366  | Willeke Knol        | 8      |

Liv-Plantur est huitième au classement par équipes.